# (10570) Shibayasuo
(10570) Shibayasuo est un astéroïde de la ceinture principale.

## Description
(10570) Shibayasuo est un astéroïde de la ceinture principale. Il fut découvert le 8 avril 1994 à Kitami par Kin Endate et Kazuro Watanabe. Il présente une orbite caractérisée par un demi-grand axe de 3,03 UA, une excentricité de 0,17 et une inclinaison de 3,4° par rapport à l'écliptique.

## Compléments